# Phenax uliginosus
Phenax uliginosus är en nässelväxtart som beskrevs av Hugh Algernon Weddell. Phenax uliginosus ingår i släktet Phenax och familjen nässelväxter. Inga underarter finns listade i Catalogue of Life.